# Nowa Partia Konserwatywna (Łotwa)
Nowa Partia Konserwatywna (łot. Jaunā konservatīvā partija, JKP, w latach 2022–2023 znana jako Konserwatyści, po łotewsku Konservatīvie, K) – łotewska centroprawicowa partia polityczna o profilu konserwatywnym. Od 2017 reprezentowana w samorządzie miasta Rygi, zaś w latach 2018–2022 w Sejmie XIII kadencji. 

## Historia
Nowa Partia Konserwatywna powstała w 2014 wokół byłego ministra sprawiedliwości w drugim rządzie Valdisa Dombrovskisa Jānisa Bordānsa, w jej skład weszli pojedynczy działacze stowarzyszenia Demokratyczni Patrioci oraz partii politycznych Zjednoczenie Narodowe „Wszystko dla Łotwy!” – TB/LNNK, Jedności i Partii Reform. Ugrupowanie w swoim programie odwołuje się do konserwatywnych wartości – przedwojennej republiki łotewskiej, której obecna Łotwa jest kontynuacją, narodu mówiącego w języku łotewskim, demokracji i praworządności, rodziny, państwa dobrobytu oraz geopolitycznej przynależności do świata Zachodu.
W wyborach do Sejmu w 2014 na partię głosowało zaledwie 0,70% wyborców, ugrupowanie odniosło jednak sukces w wyborach do rady miejskiej Rygi w czerwcu 2017 – na konserwatystów głosowało wówczas 13,42% wyborców, co przełożyło się na dziewięć mandatów. Partia znajdowała się w opozycji wobec rządów Nilsa Ušakovsa. Ugrupowanie uzyskało przedstawicielstwo w innych samorządach, np. w Ķekava.
W marcu 2018 partia zgłosiła Jānisa Bordānsa jako swojego kandydata na urząd premiera. Jednocześnie partia opowiedziała się za radykalnymi reformami w administracji publicznej, w tym drastyczną redukcją liczby ministerstw. Według sondaży z marca 2018 na partię zamierzało głosować 6,4% wyborców zdecydowanych na kogo oddadzą swój głos w wyborach 2018, co oznacza, że partia znalazłaby się w Sejmie XIII kadencji. Ostatecznie w wyborach z jesieni 2018 roku na partię zagłosowało 13,59% wyborców, co dało szesnaście mandatów w Sejmie.
W styczniu 2019 partia weszła w skład rządu Artursa Krišjānisa Kariņša, delegując do niego wicepremiera i trzech ministrów. Na czele ugrupowania do 2022 roku stał Jānis Bordāns, członkami zarządu byli m.in. poseł Krišjānis Feldmans oraz ministrowie Anita Muižniece, Gatis Eglītis i Tālis Linkaits. Później przewodniczącym został Gatis Eglītis, następnie zaś tę funkcję objęła Dagmāra Beitnere-Le Galla.
Na początku 2022 ugrupowanie zmieniło na krótki okres nazwę na: Konserwatyści. Zarejestrowało swoje listy w wyborach w 2022. Ostatecznie partia uzyskała 3,09% głosów, a jej kandydaci nie dostali się do Sejmu. 
Partia wspierała rządy Prawa i Sprawiedliwości w Polsce. 